# Ballivor
Ballivor (forma anglicizzata) o Baile Íomhair (in irlandese, lett. "città di Íomhair") è una cittadina nella contea di Meath, in Irlanda.
Si trova sulla strada regionale R156 che va da Mullingar a Mulhuddart.
Dal 1971, nel mese di giugno, si tiene il Ballivor Horse Show.